# Gara Albeni
Gara Albeni este o stație de cale ferată care deservește comuna Albeni, județul Gorj, România.